# Шарлотт Горнетс
Шарлотт Горнетс (англ. Charlotte Hornets) — професійна баскетбольна команда, заснована 1988 року, розташована в місті Шарлотт в штаті Північна Кароліна. У 2004—2014 роках мала назву «Шарлотт Бобкетс». Команда є членом Південно-Східного дивізіону Східної конференції Національної баскетбольної асоціації. Команда в основному належить члену Зали слави НБА Майклу Джордану, який придбав контрольний пакет акцій команди в 2010 році. Домашнім полем для «Горнетс» є «Спектрум Центр» в Шарлотт.
Оригінальна франшиза «Горнетс» була створена в 1988 році як команда розширення, що належала Джорджу Шінну. У 2002 році його франшиза переїхала до Нового Орлеана і стала називатись «Нью-Орлінс Горнетс». У 2004 році НБА заснувала «Шарлотт Бобкетс», яка на той час стала новою командою розширення. У 2013 році франшиза Нового Орлеана оголосила, що перейменовує себе в «Нью-Орлінс Пеліканс», зрештою повернувши Шарлотт назву, статистику та офіційну історію «Горнетс» від 1988 по 2002 роки. «Бобкетс» були офіційно перейменовані на «Шарлотт Горнетс» у сезоні 2014–15.

## Історія

### 1988—2002: оригінальні «Шарлотт Горнетс»

#### 1985—1988: Народження «Шершнів»
У 1985 році НБА планувала розширитися на три команди до сезону 1988—1989 років, проте згодом збільшила пропозицію до чотирьох команд. Джордж Шінн, підприємець з Каннаполіса, хотів створити колектив НБА у Шарлотт, тому він зібрав групу видатних місцевих бізнесменів, щоб очолити майбутню франшизу. Район Шарлотт довгий час був осередком студентського баскетболу. Також місто було одним з найбільш швидкозростаючих у Сполучених Штатах, і вважалось одним із трьох домашніх майданчиків для команди Американської Баскетбольної Асоціації «Кароліна Кугарс» з 1969 по 1974 рік.
Незважаючи на сумніви критиків, тузом в рукаві Шінна стала «Шарлотт Колізіум», найсучасніша арена, що вміщувала майже 24000 глядачів — найбільша арена для баскетболу, що коли-небудь служила штатним домашнім майданчиком для команди НБА. 5 квітня 1987 року тодішній комісар НБА Девід Стерн зателефонував Шінну, щоб повідомити, що його команда стала 24-й франшизою НБА, і дебютує в лізі з 1988 року. Також франшизи отримали Маямі, Міннеаполіс-Сент-Пол та Орландо.
Спочатку нову команду збиралися називати «Шарлотт Спіріт», але на конкурсі імен команди перемогла назва «Горнетс» («Шершні»). Команда звернула на себе додаткову увагу, коли обрала бірюзовий своїм основним кольором, започаткувавши захоплення спортивною модою наприкінці 1980-х та на початку 1990-х років. Форма команди, розроблена міжнародним дизайнером та вихідцем із Північної Кароліни Олександром Джуліаном, вперше для команд НБА отримала тонкі світлі вертикальні смужки. За цим послідували схожі розробки від інших команд, оскільки дана мода стала хітовою.
Шінн найняв Карла Шіра першим президентом та генеральним менеджером команди. Шір віддав перевагу складу з гравців-ветеранів, сподіваючись якнайшвидше створити конкурентну команду. Колишнього університетського тренера та ветерана-асистента НБА Діка Хартера найняли першим головним тренером команди. У 1988 році «Горнетс» та «Маямі Гіт» стали учасниками Драфту розширення НБА 1988 року. На відміну від багатьох франшиз розширення, які інвестували в майбутнє за рахунок команди, що складалась повністю з молодих гравців, «Горнетс» укомплектували свій перший склад кількома ветеранами, з надією на те, щоб негайно виставити конкурентний склад на паркеті. Команда також мала три вибори на драфті НБА 1988 року.

#### 1988—1992: Перші сезони
Перша гра «Шершнів» у НБА відбулася 4 листопада 1988 року в «Шарлотт Колізіум», в якій вони програли «Клівленд Кавальєрз» 133–93. Через чотири дні команда здобула першу в історії перемогу над «Лос-Анджелес Кліпперс» з рахунком 117—105. 23 грудня 1988 року «Горнетс» дали своїм шанувальникам привід для радості, обігравши Майкла Джордана та «Чикаго Буллз» з рахунком 103—101 під час першого повернення Майкла до Північної Кароліни в якості професійного баскетболіста. «Шершні» завершили свій дебютний сезон із результатом 20–62. Шір покинув команду перед сезоном 1989–90.

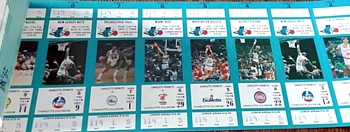
Квитки на дебютний сезон «Горнетс»

Незважаючи на занепокоєння, що «Колізіум» був занадто великий, «Горнетс» стали хітом, лідерами по відвідуванню НБА, здобувши це досягнення ще сім разів у Шарлотті. Врешті-решт «Шершні» розпродали квитки на 364 гри поспіль.
Другий сезон «Шершнів» був повним страждань від початку до кінця. Члени команди повстали проти орієнтованого на захисний стиль гри Діка Хартера, і в середині сезону його замінив асистент Джин Літтлз після початку з результатом 8–32. Незважаючи на зміни, команда продовжувала боротьбу, завершивши сезон із невтішним результатом 19–63.
Протягом наступного сезону команда показала покращення. Вони виграли вісім із своїх перших п'ятнадцяти ігор, у тому числі перемогли над «Вашингтон Буллетс» 120—105. Однак команда охолола, програвши наступні одинадцять ігор. «Горнетс», які приймали Матч усіх зірок НБА 1991 року, закінчили сезон з результатом 26–56. Незважаючи на збільшення на сім кількості перемог команди у попередньому сезоні, у його кінці Джин Літтлс був звільнений, а його замінив генеральний менеджер Аллан Брістов.
Із першим вибором у Драфті НБА 1991 року, «Горнетс» обрали важкого форварда Ларрі Джонсона з Університету Невади, Лас-Вегас. Джонсон провів вдалий сезон, фінішувавши серед лідерів ліги по очках і підборах, і вигравши нагороду Новачок року НБА у 1992 році. Крім того, захисник Кендалл Гілл лідирував у клубі за очками, забиваючи в середньому понад 20 за гру. Команда боролась за місце в плей-офф до березня, але закінчила рік із результатом 31–51.

#### 1992—1995: Ера Джонсона та Морнінга
"Шершні"знову взяли участь у лотереї драфту в 1992 році і виграли другий загальний пік в ньому, вибравши центрового університету Джорджтауна Алонзо Морнінга. «Шарлотт» тепер мали двох загрозливих гравців передньої лінії у вигляді Джонсона та Морнінга, які разом із Кендаллом Гіллом утворили, можливо, найкраще молоде тріо ліги. Команда закінчила свій п'ятий сезон з результатом 44–38, що став першим у історії з позитивним балансом перемог та поразок, та дозволив (також вперше в історії франшизи) отримати місце в плей-офф. Зайнявши п'яте місце у Східній конференції, «Горнетс» засмутили «Бостон Селтікс» у першому раунді плей-офф, коли Морнінг виграв серію кидком з 20 футів у четвертій грі. Однак «Шершням» не вистачило досвіду та глибини складу, щоб перемогти «Нью-Йорк Нікс», і вони програли їм у п'яти іграх у другому раунді.
«Горнетс» завершили сезон 1993–94 з результатом 41–41, майже пропустивши плей-офф. Незважаючи на травми як Джонсона, так і Морнінга, ці двоє очолили команду по очках за гру.
У сезон 1994–95 років «Шершні» закінчили з рекордом 50–32, повернувшись до плей-офф. Джонсон і Морнінг знову очолили команду по очках за гру, також лідируючи і за підбираннями. Однак Шарлотт були вибиті з плей-офф у першому раунді, програвши "Чикаго Буллз"у чотирьох іграх. Після сезону «Горнетс» обміняли Морнінга до Маямі Гіт на форварда Глена Райса, центрового Метта Гейгера та захисника Халіда Рівза.

#### 1995—1998: Період Глена Райса
Глен Райс почав негайний вплив на гру після того, як приєднався до «Шершнів», лідируючи в команді по очках за гру протягом сезону 1995–96. Гейгер зрівнявся з Джонсоном у лідерство команди за підбираннями, а зірковий захисник Кенні Андерсон замінив на позиції розігруючого травмованого Магсі Богза. «Горнетс» були конкурентоспроможними, але не змогли вийти в плей-офф, знову закінчивши сезон із результатом 41–41. Наприкінці сезону Аллан Брістов подав у відставку, а його місце замінив Дейв Коуенс.
Міжсезоння 1996 року знову було ознаменоване значними змінами: Андерсон відмовився переукладати контракт, Джонсон був відправлений в «Нікс» в обмін на форварда Ентоні Мейсона, а команда здійснила угоду в день Драфту НБА 1996 року, придбавши центрового Владе Діваца з «Лос-Анджелес Лейкерс» в обмін на права на новачка та майбутнього члена Зали Слави НБА Кобі Браянта, якого «Шершні» вибрали 13-м загальним номером на драфті. Оновлені «Горнетс» були успішними: Дівац і Гейгер складали центральну основу, Мейсон набирав в середньому дабл-дабл, Богз повернувся назад до ролі розігруючого, а Райс мав найкращий сезон у своїй кар'єрі. Команда досягла найкращого результату в історії на той час, завершивши сезон з різницею 54–28, і повернувшись до плей-офф. Незважаючи на успіх під час регулярного сезону, «Шершні» досить легко поступились «Нікс» у трьох іграх.
Сезон 1997–98 також був успішним. Магсі Богз був обміняний після двох ігор в сезоні, і команда отримала розігруючого Девіда Веслі та атакуючого оборонця Боббі Філса. З Веслі, Філсом, Райсом, Мейсоном та Дівацем «Шершні» пройшли через регулярний сезон з результатом 51–31. «Горнетс» вперше в історії франшизи пробились у плей-офф двічі підряд, пройшовши до другого раунду, де були зупинені «Буллс».

#### 1998—2002: останні сезони оригінальної команди
Сезон 1998–99 був скорочений. Він розпочався лише в лютому, оскільки локаут скоротив регулярний сезон лише до 50 ігор. Крім того, Глена Райса обміняли в «Лейкерс» на Едді Джонса та Елдена Кемпбелла, а Дейв Коуенс пішов у відставку в середині сезону. Його замінив колишній товариш по «Селтікс» Пол Сайлас, який став п'ятим головним тренером команди. Команда закінчила сезон з результатом 26–24, але не змогла пройти до плей-офф.
Протягом наступних трьох сезонів (1999–2000, 2000–01 та 2001–02) «Шершні» щороку виходили у плей-офф, двічі досягаючи півфіналу конференції. До того, як «Горнетс» вибули з плей-офф 2002 року, НБА затвердив угоду про переїзд команди до Нового Орлеана по закінченню сезону. Цей крок відбувся головним чином через те, що відвідуваність різко зменшилась, як повідомляється, через зниження популярності власника команди Шінна у місті.

### 2004—2014: Шарлотт Бобкетс
Незабаром після переїзду команди в Новий Орлеан, НБА відкрив можливість додати команду, що замінить колектив в Шарлотт на сезон 2004—2005 років, за умови, що може бути досягнута угода про арену. Кілька груп власників, у тому числі одна, очолювана колишньою зіркою «Бостон Селтікс» Ларрі Бердом, зробили заявки на франшизу. 18 грудня 2002 року група під керівництвом засновника BET Роберта Л. Джонсона отримала право на франшизу, що дозволило йому стати першим афроамериканським власником у великих професійних видах спорту США з часів бейсбольної негритянської ліги. Франшиза з Джонсоном в якості власника була затверджена Радою Керівників НБА 10 січня 2003 року. Хіп-хоп виконавець Nelly став відомим співвласником. Власники заплатили 300 мільйонів доларів за вступ до ліги.
У червні 2003 року назва команди була офіційно оголошена як «Бобкетс» («Рисі»). Регіональна спортивна комісія Шарлотт допомогла процесу іменування ініціативою «Допоможіть назвати команду», яка зібрала понад 1250 пропозицій, а переможцем став «Флайт» («Політ»). Однак Джонсон та команда, яка брала участь у створенні ідентичності команди, відкинули цю пропозицію, вважаючи назву абстрактною та такою, що нагадує про авіаційні удари в Іракській війні, яка тоді тривала. Враховуючи те, що місто Шарлотт вже було домом для команди з «котячою» назвою, а саме Кароліни Пантерс з Національної футбольної ліги, дизайнер Кріс Вайлер подбав про створення логотипу, який не буде схожий на логотип «Пантер». Також припускають, що Джонсон обрав ім'я «Бобкетс», посилаючись на власне ім'я.
«Рисі» найняли Берні Бікерстаффа першим головним тренером та генеральним менеджером в історії франшизи. в липні 2003 року розпочалось будівництво нової арени «Бобкетс» у верхній частині міста Шарлотт. Команда проводила домашні ігри в «Колізіумі» до побудови нового майданчика.

#### 2004—2007: повернення до Шарлотт

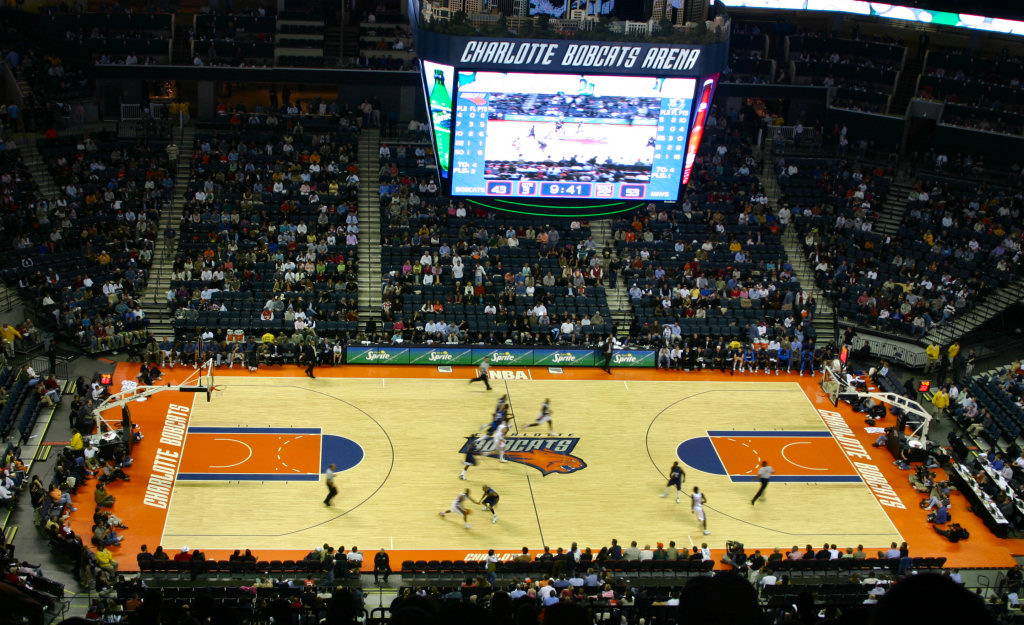
«Бобкетс» в грі проти «Даллас Маверікс» на домашньому майданчику «Шарлотт Бобкетс Арена», 11 листопада 2005-го року

«Рисі» провели свій драфт розширення 22 червня 2004 року, забравши таких молодих людей, як Джеральд Воллес, Прімож Брезец та Джейсон Капоно. Незабаром після цього вони уклали угоду з «Лос-Анджелес Кліпперс», щоб отримати другий пік драфту НБА 2004 року, яким вони скористались для вибору центрового Емеки Окафора з Коннектикуту. Дебютна гра «Бобкетс» відбулася 4 листопада в «Шарлотт Колізіум», в якій вони програли «Вашингтон Візардс» з рахунком 103–96. Через два дні вони виграли свою першу гру в історії франшизи, перемігши "Орландо Меджик"з рахунком 111—100. 14 грудня «Рисі» переграли «Нью-Орлінс Горнетс» в овертаймі в першій поїздці команди в Шарлотт після переїзду. «Бобкетс» завершили свій дебютний сезон з результатом 18–64. Однак Емека Окафор отримав нагороду Новачок року НБА у 2004—2005 роках.
На Драфті НБА 2005 року «Бобкетс» обрали Реймонда Фелтона та Шона Мея з Північної Кароліни. У другому сезоні «Рисі» відкрили «Шарлотт Бобкетс Арену» перемогою над «Селтікс» в овертаймі. Незважаючи на великі труднощі протягом більшої частини року, їм вдалося завершити сезон з чотирма перемогами поспіль і завершивши його з результатом 26–56, що покращився на 8 ігор порівняно з попереднім сезоном. Після сезону «Бобкетс» оголосили, що легенда НБА та виходець з Північної Кароліни Майкл Джордан придбав міноритарний пакет акцій команди. В рамках угоди він став менеджером з баскетбольних операцій, хоча Бікерстафф залишався генеральним менеджером.
«Рисі» продемонстрували певне покращення протягом сезону 2006–07, показавши в кінці лютого статистику 22–33, що лишала надію на потрапляння до плей-офф. Однак далі команда показала серію із восьми програшних ігор і на початку березня знизила свій результат до 22–41. Після спаду Джордан оголосив, що Бікерстафф не залишиться тренером у наступному сезоні, проте залишиться до кінця сезону 2006–07. «Бобкетс» виграли 11 із останніх 19 ігор перебування Бікерстаффа, і закінчили свій третій сезон з результатом 33–49. 3 червня 2007 «Шарлотт Колізіум» був зруйнований, що ознаменувало гіркий кінець оригінальної епохи «Шершнів». Арені було лише 19 років, вона належала місту Шарлотт. Арена вважалася застарілою через відсутність розкішних лож та люксів. Арена була спроектована для баскетбольного баскетболу як частина намагань Шарлотт зберегти свою присутність у ротації турніру з баскетболу Конференції Атлантичного узбережжя.

#### 2007—2010: Ера Ларрі Брауна

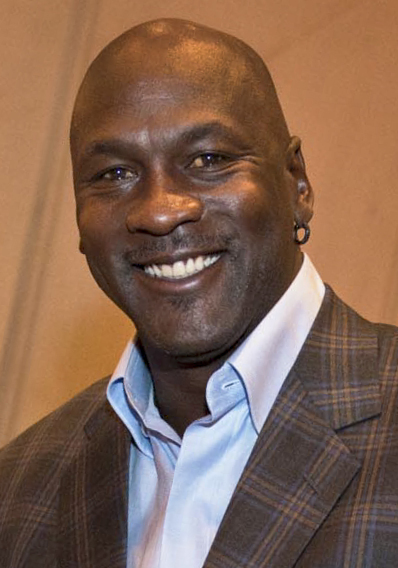
Майкл Джордан придбав «Бобкетс» в 2010-му році

Вакантні посади у фронт-офісі та на тренерському містку були ключовими напрямками діяльності «Рисей» протягом міжсезоння 2007 року. Рода Хіггінса найняли генеральним менеджером, а Сем Вінсент був прийнятий на посаду другого головного тренера в історії франшизи. На Драфті НБА 2007 року Брендан Райт був обраний «Бобкетс» під восьмим відбором; згодом його обміняли в «Голден Стейт» на Джейсона Річардсона. «Рисі» не змогли отримати вигоду від міжсезонних ходів, завершивши сезон 2007–08 з результатом 32–50. Команда боролася на фоні чуток про конфлікти гравців з тренером. Через рік, протягом якого він боровся з кадровими рішеннями, Сем Вінсент був звільнений у квітні 2008 року.
29 квітня 2008 року «Бобкетс» досягли згоди члена баскетбольного Зали Слави НБА Ларрі Брауна стати третім головним тренером в історії франшизи. У драфті НБА 2008 року «Рисі» обрали Ді Джей Огастіна з Техасу під дев'ятим загальним номером. 10 грудня 2008 року, після трохи більше місяця сезону, «Бобкетс» здобули Боріса Діао та Раджу Белла за угодою з «Фініксом». Обмін виявився успішним, оскільки команда наблизилася до першого потрапляння в плей-офф в історії франшизи, але закінчила за чотири гри від восьмого місця з результатом 35-47. Після сезону мажоритарний власник Боб Джонсон оголосив, що виставляє команду на продаж.

#### 2009—2010: придбання франшизи Майклом Джорданом
Протягом міжсезоння команда вибирала Джеральда Гендерсона з Дюка під 12-м загальним піком на Драфті НБА 2009 року. «Рисі» обміняли Емеку Окафора на центрового «Горнетс» Тайсона Чендлера, і завдяки подальшим угодам отримали Стівена Джексона та Ейсі Лоу від «Голден Стейт Ворріорс». 27 лютого 2010 року було оголошено, що Джонсон вирішив продати команду Джордану, дозволивши тому стати першим колишнім гравцем НБА, який став мажоритарним власником франшизи.
9 квітня 2010 року «Бобкетс» здобули своє перше місце в плей-офф з 2002 року, перемігши 104—103 «Горнетс» та завершивши сезон 2009-10 з результатом 44–38, що став їхнім першим сезоном з позитивною різницею перемог та поразок. Джеральд Воллес був величезним фактором ві іграх плей-офф, оскільки він став першим і єдиним гравцем матчу усіх зірок НБА у «Рисей». Однак команда була знищена «Орландо Меджик» в 4 іграх.

#### 2010—2014: останні роки «Бобкетс»

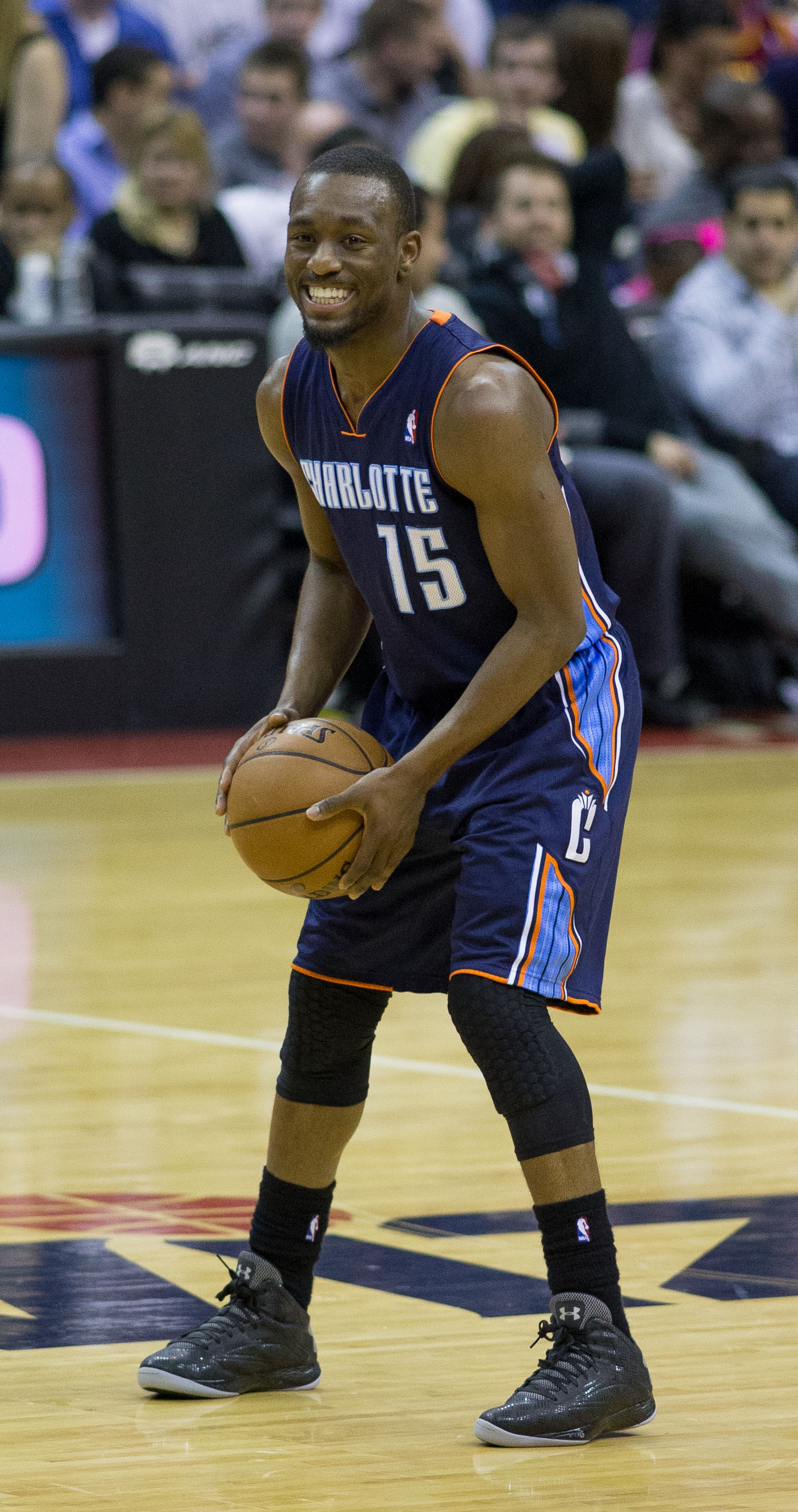
«Бобкетс» обрали Кембу Вокера під 9-м загальним піком на Драфті НБА 2011 року

Незважаючи на від'їзд Реймонда Фелтона і Тайсона Чандлера, «Рисі» сподівалися вийти в плей-офф другий сезон поспіль. Після невдалого старту 9–19 Джордан оголосив, що Ларрі Браун пішов з посади головного тренера. Того ж дня Пол Сайлас був прийнятий на посаду головного тренера. «Бобкетс» відправили Воллеса до «Портленд Трейл-Блейзерс» і отримали два піки першого раунду, Джоела Пжибіллу, Шона Маркса та Данте Каннінгема, також придбавши Ді Джей Вайта та Морріса Петерсона за угодою з «Тандер». Подальші травми і Стівена Джексона, і Тайруса Томаса зірвали будь-які шанси Шарлотт випередити «Індіану Пейсерз» у боротьбі за восьме місце на сході. Врешті-решт, «Бобкетс» закінчили сезон із загальним результатом 34–48, маючи 25–29 під керівництвом Сайласа.
13 червня 2011 року «Рисі» внесли деякі зміни у свій офіс, найнявши колишнього генерального менеджера «Трейл Блейзерс» Річ Чо на цю ж посаду, та підвищивши Рода Хіггінса до Президента з баскетбольних операцій. Під час Драфту НБА 2011 року «Бобкетс» відправили Джексона, Шона Лівінгстона та 19-й пік до «Мілвокі», натомість отримавши Корі Маггета і 7-й пік. «Рисі» використали цей пік для драфту Бісмака Бійомбо, а під 9-м піком взяли Кембу Вокера, штат Коннектикут, найвидатнішого гравця баскетбольного турніру NCAA.
У скороченому через локаут сезоні 2011–12 «Шарлотт» часто програвали, включаючи останні 23 гри. Під час фінальної гри сезону проти «Нью-Йорк Нікс» «Бобкетс» зазнали чергової поразки, оскільки відсоток їх перемог знизився до.106, тим самим встановивши новий антирекорд найгіршого сезону в історії команди НБА (оскільки цей сезон був скорочений локаутом, «Філадельфія Севенті-Сіксерс» сезону 1972 –73 досі утримує рекорд найбільшої абсолютної кількості поразок у сезоні — 73). Загалом результат команди став 7–59. 30 квітня 2012 року «Рисі» оголосили, що Сайлас не повернеться на посаду головного тренера. Його наступником був призначений асистент тренера команди університету святого Джона Майк Данлап.
Незважаючи на завершення сезону з найгіршим результатом в історії НБА, «Бобкетс» отримали другий загальний пік драфту. Скориставшись ним на драфті НБА 2012 року, «Рисі» обрали Майкла Кідд-Гілкріста та під 31-м піком Джеффрі Тейлора. Вони також підписали вільних агентів Бена Гордона, Рамона Сешнса та Брендана Гейвуда. «Бобкетс» виграли свою першу гру проти «Пейсерс», тим самим перервавши свою програшну серію у 23 гри. Здавалося, що команда відродилась з початку сезону, маючи результат 7–5. Однак вони одразу почали нову 18-матчеву програшну серію, від якої так і не оговтались, перервавши її перемогою в Чикаго. «Шарлотт» фінішували з показниками 21–61, маючи другий найгірший результат у лізі. Данлапа звільнили 23 квітня, як повідомляється, тому, що гравці були виснажені його важким тренерським стилем. Його замінив колишній помічник головного тренера «Лос-Анджелес Лейкерс» Стів Кліффорд.
Під час драфту НБА 2013 року «Рисі» обрали важкого форварда/центрового Коді Зеллера під 4-м загальним піком. Також «Бобкетс» підписали вільного агента, колишнього центрового «Юти Джаз» Ела Джефферсона. У лютому 2014 року команда отримала Гері Ніла та Люка Ріднура в обміні з «Бакс». Нові гравці та тренерський штаб допомогли «Рисям» вдруге за історію франшизи здобути місце в плей-офф, обійшовши «Клівленд». «Шарлотт» закінчили регулярний сезон з показниками 43–39. Однак «Бобкетс» був «зметені» в чотирьох іграх чинним чемпіоном «Маямі» в першому раунді.

### 2014–дотепер: повернення «Горнетс»
21 травня 2013 року Джордан офіційно оголосив, що організація подала заявку на зміну назви франшизи на «Шарлотт Горнетс» з сезону НБА 2014–15, очікуючи більшості голосів для затвердження Радою Керівників НБА на засіданні в Лас-Вегасі 18 липня 2013 року. 18 липня 2013 року НБА оголосила, що рада одноголосно схвалила ребрендинг, який розпочнеться після завершення сезону 2013–14.
22 листопада «Бобкетс» оголосили, що вони приймуть модифіковану версію оригінальної бірюзово-фіолетово-білої палітри «Горнетс» з чорним, сірим та каролінським блакитним кольорами в якості акцентних. Команда офіційно представила свій майбутній логотип та решту айдентики під час перерви в матчі проти «Джаз» 21 грудня. Франшиза також розпочала кампанію «Buzz City», щоб підігріти інтерес до повернення «Шершнів». 16 січня 2014 року «Рисі» показали нові майки, капелюхи та спорядження «Горнетс».
20 травня 2014 року «Бобкетс» офіційно стали другим втіленням «Шарлотт Горнетс». На прес-конференції щодо змін офіційні особи команди також оголосили, що в рамках угоди з НБА та «Пеліканс» перейменовані «Горнетс» відновили історію та результати «Шершнів» 1988—2002 років (у спосіб, подібний до повернення Клівленд Браунс до НФЛ в 1999 році), тоді як усі записи «Горнетс» за час їхнього перебування в Новому Орлеані з 2002 по 2013 рік залишились в історії «Пеліканів». «Шарлотт» вже використовували минулі кадри оригінальних «Шершнів» в рамках кампанії «Buzz City».

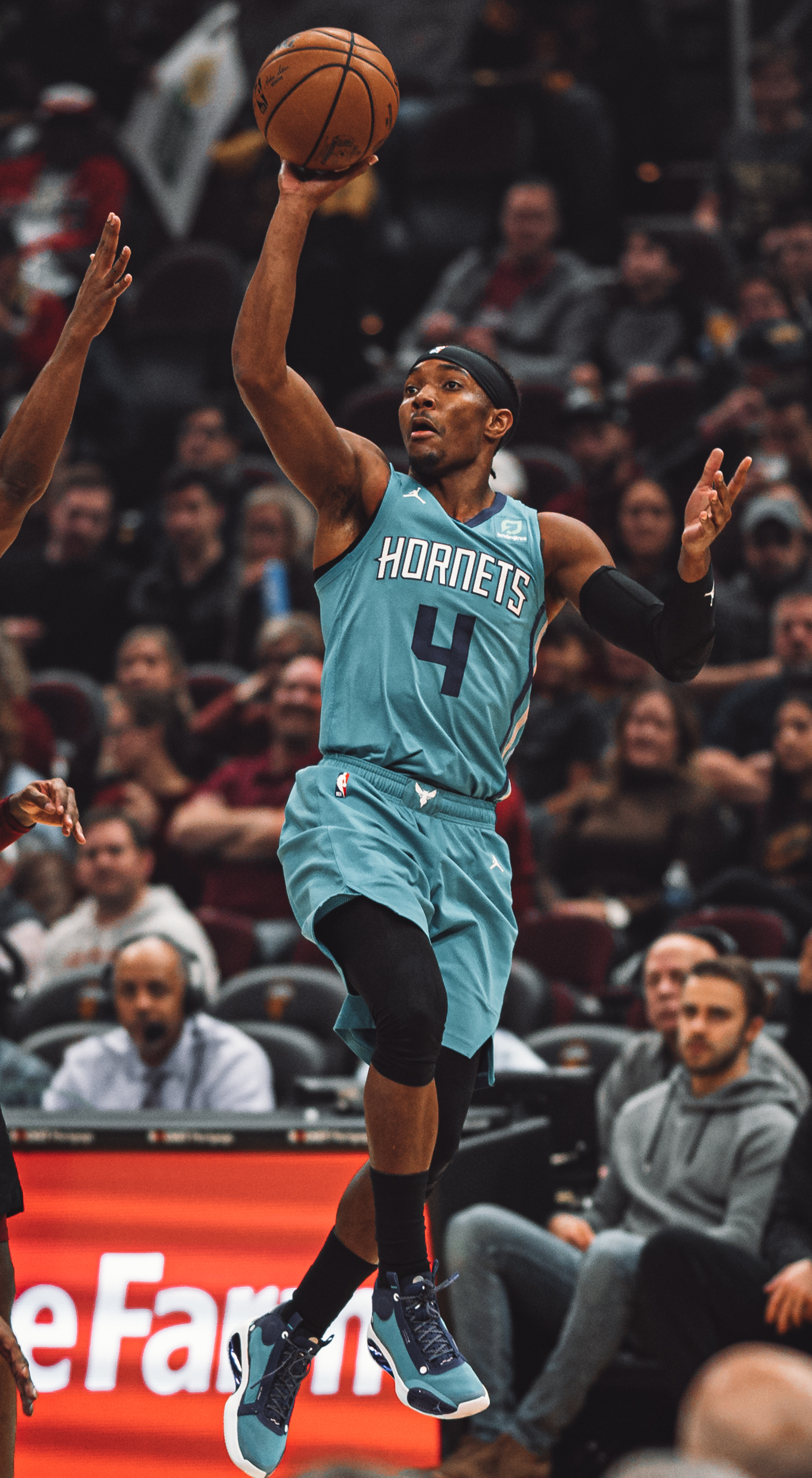
Девонте Грем став лідером «Горнетс» в сезоні 2019-20, після переходу Кемби Вокера до «Селтікс», набираючи в середньому 18.2 очки та 7.5 передачі за гру

У драфті НБА 2014 року «Горнетс» отримали 9-й загальний пік за попередньою угодою з «Детройт Пістонс», яку вони використали для вибору Ноа Вонле з університету Індіани. У тому ж драфті вони також обрали Шабазза Неп'єра, Двайта Павелла зі Стенфорда та Семажа Крістона з Ксав'є у другому раунді. Пізніше вони обміняли Неп'єра у «Гіт» на Пі Джей Хейрстона, права на 55-й пік, пік другого раунду 2019 року та грошову компенсацію. Команда також взяла вільного агента Скотті Гопсона (котрого вони згодом віддали до «Пеліканс») та грошову компенсацію.
Протягом першого року вільного вибору як «Горнетс» команда підписала колишнього захисника «Пейсерс» Ленса Стівенсона. «Шершні» також підписали колишнього форварда «Джаз» та «Гокс» Марвіна Вільямса на дворічну угоду. В цілому важкий рік привів до загального результату 33–49 та фінішу на 4-му місці в дивізіоні. Стівенсона обміняли в «Лос-Анджелес Кліпперс» на Спенсера Гоуза і Метта Барнса, який згодом був обміняний в «Мемфіс Ґріззліс» на Кортні Лі.
Наступного року результати команди загалом покращилася до 48–34, після придбання таких гравців, як Ніколя Батюм, Джеремі Лемб та Джеремі Лін. Це був найкращий сезон в історії франшизи з часів оригінальних «Шершнів». «Шарлотт» повернулись в плей-офф, де в першому раунді програли «Гіт» в семи іграх. У цій серії вони двічі перемогли «Гіт» на «Тайм Ворнер Кейбл Арена» перші перемоги в плей-офф франшизи з часів першого втілення «Горнетс».
У міжсезоння Джеремі Лін підписав контракт із «Бруклін Нетс», Ел Джефферсон — з «Індіаною Пейсерз», а Кортні Лі — з «Нью-Йорк Нікс», але «Шершні» змогли переписати Ніколя Батума та Марвіна Вільямса, а також залучити колишнього «All-star» Роя Гібберта, Марко Белінеллі та Рамона Сешнса на другий термін. Гібберта в середині сезону обміняли у «Мілвокі Бакс» разом зі Спенсером Хоузом за центрового Майлза Пламлі. Кемба Вокер був обраний на Матч усіх зірок від Східної конференції в якості резервного гравця, його перша подібна номінація у кар'єрі. «Горнетс» завершили сезон із показниками 36–46, пропустивши плей-офф.
У «Шершнів» було успішне міжсезоння 2017 року. Вони відправили Пламлі та Белінеллі та 41-й пік драфту НБА 2017 року в «Атланту Гокс» за колишню зірку Двайта Говарда та 31-й пік в драфту 2017 року. Обмін возз'єднав Говарда з головним тренером Стівом Кліффордом, обоє працювали разом за часів перебування Говарда в «Орландо» та «Лос-Анджелесі». На драфті «Шарлотт» обрали Маліка Монка під 11-м загальним піком, а також Френка Джексона під 31-м. Потім вони відправили Джексона в «Нью-Орлінс Пеліканс» за грошову компенсацію і свінгмена Двейна Бейкона, який був обраний на драфті під 40-м загальним піком. Сешнс підписав контракт з «Нью-Йорк Нікс», і на вакантне місце резервного захисника вони залучили колишнього Новачка року НБА Майкла Картера-Вільямса з «Чикаго Буллз».
У сезоні 2017–18 Кемба Вокер вдруге був обраний на Матч усіх зірок і побив рекорд Делла Каррі з триочкових кидків і найкращого бомбардира команди. Наприкінці сезону 2017–18 «Шершні» не продовжили контракт генерального директора Річ Чо. У квітні 2018 року Мітч Купчак був призначений новим президентом з баскетбольних операцій та генеральним менеджером. 13 квітня 2018 року «Горнетс» звільнили головного тренера Стіва Кліффорда після п'яти сезонів у клубі, який за цей час мав загальні показники перемог-поразок 196—214, та призначили Джеймса Боррего його наступником 10 травня.
23 липня 2018 року Тоні Паркер, який провів попередні 17 років своєї кар'єри в «Сан-Антоніо Сперс», підписав контракт із «Шершнями». У січні 2019 року Кемба Вокер був призначений стартером Матчу всіх зірок НБА у Східній конференції, вперше в його ролі «All-star», і він зрівнявся з Гленом Райсом, який єдиний мав також три участі в зірковому вікенді за часи його кар'єри у «Горнетс». 20 червня 2019 року «Шершні» обрали Пі Джей Вашингтона під 12-м загальним піком у драфті НБА 2019 року.
6 липня 2019 року Кемба Вокер приєднався до «Бостон Селтікс» за угодою про обмін з «Горнетс». Окрім Кемби, до Бостона також перешли права на майбутній пік 2-го раунду. «Шершні», натомість, отримали Террі Розіра та захищений пік 2-го раунду.

## Символіка та уніформа команди

### Лого

Логотип «Шарлотт Бобкетс» (2004—2014)

Першим логотипом «Горнетс» був бірюзово-фіолетовий антропоморфний шершень, одягнений у білі туфлі та рукавички, що грає помаранчевим баскетбольним м'ячем. Слова «Charlotte Hornets» були у бірюзовому кольорі та вигнуті у верхній і нижній частині логотипу. На альтернативному логотипі, який використовувався лише для сезону 1988–89 була велика бірюзова буква «С», а напис «Charlotte» чорними літерами вигнутий вгору під нею. Всередині букви «С» була менша біла буква «Н», окреслена бірюзовою окантовкою, з чорним кольоровим шершнем у центрі, що тримає баскетбольний м'яч з висоти пташиного польоту. Частина логотипу «H» залишалася на формі для розминки та поясі ігрових майок до сезону 1991–92.
Основний логотип «Бобкетс» з 2004 по 2012 рік складався з помаранчевої рисі, що гарчить, зверненої праворуч, зі сріблястим написом з відступами «Bobcats» вгорі на синьому фоні, а над ним «Charlotte» (також з відступами) в тому ж синьому кольорі, що і фон у напису «Bobcats». Незначні зміни на менш яскраві помаранчевий та синій кольори, при збереженні того самого вигляду, були зроблені в 2007 році. Подальші зміни кольору в 2012 році зробили рись сірою, а також розширився синій фон до назви «Charlotte», що змінила колір шрифту з блакитного на помаранчевий. Також був доданий контур каролінського синього кольору навколо всього логотипу. У 2007 році «Бобкетс» представили додатковий логотип, що складався з голови рисі, що гарчить, спрямованої вперед, з одного боку затінений помаранчевим, а з іншого синім кольорами. За правою частиною голови розміщений срібний баскетбольний м'яч в помаранчево-синьо-сірому колі. Під час ребрендингу 2012 року кольори були змінені, сірий і каролінський синій кольори замінили відповідно помаранчевий на голові та контурі кола. Останній став кольором баскетбольного м'яча. Цей логотип став помітним у маркетингу команди і розміщувався у центрі майданчика з сезону 2007–08 по 2013–14.
Другий логотип «Шарлотт» мав зображення бірюзово-фіолетового шершня, зверненого вперед, на торсі якого є надпис «Charlotte Hornets». З обох боків у шершня видніються крила з бірюзово-фіолетовими деталями. Жало шершня займало помітне місце; вище нього також був баскетбольний візерунок. Сірий колір повністю окреслював логотип. Серед різних вторинних логотипів команди є шершень, звернений убік, його бірюзово-фіолетове тіло, вигнуте у формі C, представляло місто Шарлотт, і модифікована версія оригінального логотипу Hornets (без м'яча) як логотип офіційного маскота.

### Уніформа

#### Оригінальні «Горнетс»
Оригінальну форму «Шершнів» розробив міжнародний дизайнер та виходець з Північної Кароліни Олександр Джуліан. Основними кольорами було обрано бірюзовий та фіолетовий кольори, і вперше в історії уніформ команд НБА були використані тонкі білі вертикальні смужки. У той час, як більшість команд мали назви команд на домашніх майках, а назву міста — на виїзних, на формі «Горнетс» був напис «Charlotte» як на домашній, так і на виїзній майках. Домашня форма була білою зі смужками в бірюзовому, зеленому, синьому та фіолетовому кольорах, тоді як виїзна була бірюзовою зі смужками з білим, зеленим, синім та фіолетовим кольорами. На початку 1992 року логотип офіційного маскота Гюго був помітний на поясі шортів.
У 1994 році «Шершні» представили фіолетову альтернативну форму із смужками та з використанням білого, зеленого, синього та бірюзового кольорів. Так само Гюго був представлений на поясі.
З 1997 по 2002 рік «Горнетс» внесли невеликі зміни у свою форму. Гюго був перенесений з лінії пояса на ліву ногу, а також були додані бічні смуги із тонкими білими смужками на фіолетовому (виїзна форма) та бірюзовому (домашня форма) кольорах. На лінії пояса і на канті був зображений триколор білого, фіолетового та синього.

#### «Бобкетс»
Перші домашні майки «Бобкетс» були білими, з написом «Bobcats» помаранчевого кольору та окантовкою синім і чорним кольорами. Основною виїзною формою були помаранчеві майки із написом «Charlotte» з білою та синьо-чорною окантовкою. У міжсезонні 2006 року «Рисі» анонсували нову виїзну форму, яка дебютувала в сезоні 2006–07. Ця форма була синього кольору, з написом «Bobcats» білого кольору та мала чорну, оранжеву та білу окантовку. Альтернативна форма синього кольору, присвячена Racing Day (із дугоподібним написом «Charlotte», картатим прапором на бічних смугах та відцентрованими номерами) використовувалась для вшанування фанбази NASCAR в Шарлотт.
Протягом сезону 2009—2010 років «Бобкетс» носили перероблену уніформу, що мала поєднання ознак як форми оригінальних «Шершнів», так і «Рисей». Домашня форма була біла, на ній були вигнутий напис «Bobcats» блакитного кольору з оранжево-білою окантовкою. Виїзна форма була блакитного кольору із дугоподібним написом «Charlotte» білого кольору та синьо-оранжевим оздобленням. В обох конструкціях були зображені срібні тонкі смужки, схожі на ті, що носили «Горнетс». Форма NASCAR також була оновлена, включаючи тонкі смужки. Упродовж сезону 2011—2012 «Бобкетс» носили домашню форму у ніч NASCAR у комплекті з нашивкою у вигляді гоночного прапора.
Bobcats представили уніформу Hardwood Classics на честь команди Американської баскетбольної асоціації Кароліни Кугарс, яку команда одягала на вибрані ігри в 2012 році.
Bobcats оприлюднили нову форму 19 червня 2012 року, другу та останню її зміну за п'ять років. Загалом, вони надавали менше акценту оранжевому. Біла домашня форма носила коротший псевдонім «Cats» у темно-синій та блакитній окантовці каролінського синього кольору, тоді як номери були в каролінській синій та темно-синій (navy) обробці з такими ж темно-синіми смугами. Темно-синя (navy) виїзна форма мала напис «Charlotte» в білій та каролінській синій окантовці, при цьому номери мали таку ж обробку, що і назва міста, з каролінськими синіми бічними смугами. В обох мундирах характерні тонкі смужки були відсунуті в сторони. Цей варіант був дуже схожий на форму «Даллас Маверікс». Додавання каролінського синього відтінку розглядалося як спосіб поєднати часи гри за місцеву університетську команду власника Майкла Джордана, тоді як офіційне використання «Cats» у маркетингових цілях відображало популярне прізвисько команди.

#### Сучасні «Горнетс»
Нещодавно перейменовані «Шершні» представили форму команди 19 червня 2014 року, що складалась з білої домашньої та фіолетової виїзної форми з написом «Hornets» на грудях. Команда також представила бірюзову альтернативну форму з написом «Charlotte» на грудях. Бірюзова форма планувалась використовуватись в якості альтернативної як для домашніх, так і для виїзних ігор, і розраховувалась до одягання 16–20 разів за сезон.
25 червня 2015 року «Шершні» представили альтернативну форму з чорними рукавами, та з прізвиськом «Buzz City» попереду. Команда одягала форму шість разів протягом сезону НБА 2015-16. Також вона вдягалась під час деяких ігор в плей-офф НБА 2016 року.
З сезону 2017–18 і до сьогодні «Горнетс» оснащуються брендом Nike Air Jordan, спорідненим із власником франшизи Майклом Джорданом. Біла «Association» та бірюзова «Icon» уніформи мали напис «Hornets» спереду та силует шершня на поясі. Фіолетова «Statement» форма була схожа на згадані «Icon» та «Association», але спереду мала напис «Charlotte».
«Шершні» оновили свою фіолетову «Statement» форму до сезону 2019–20. На передній частині форми була абревіатура «CHA», виділена жирними білими літерами з бірюзовою обробкою, а білі смужки у вигляді «жала» підкреслювали боки. Силуетний логотип «Горнетс» перемістився на боки шортів, а неповний основний логотип розмістився на лінії пояса.
«City» форма «Шершнів» була невеликим оновленням форми «Buzz City» від Adidas в рукавах. У версії 2017–18 років були чорні літери з білим окантуванням на чорній основі, а з боків — візерунок крила шершня. Версія 2018–19 була трохи допрацьована, та отримала фіолетові написи та новий логотип, що нагадує оригінальний логотип Air Jordan «Wings» («Крила»).
«City» уніформа на сезон 2019–20 відійшла від концепції «Buzz City» і замала основу холодного сірого кольору, фіолетовий, бірюзовий та чорний канти, абревіатуру «CHA» фіолетового кольору та білі номери з фіолетовим оздобленням. Візерунок у вигляді стільників прикрашав боки.
Версія «Classic» демонструвала відродження оригінальної уніформи «Шершнів» у поточному дизайні Nike. Бірюзовий варіант використовувався в сезоні 2017-18, в 2018-19 вона стала білою, в комплекті з альтернативним дизайном майданчика, що був присвячений 30-річчю баскетболу НБА в Шарлотт. Протягом 2019–20 років «Горнетс» носили фіолетові варіанти з тонкими смужками на честь 25-ї річниці представлення цієї форми. 31 серпня 2020 року «Шершні» представили нову форму, що включала майки з подвійними тонкими смужками, які відсилаються до форми, що команда використовувала з 1997 по 2002 роки. Це перші регулярні майки «Горнетс», які включають тонкі смужки, з часу використання їх як «Бобкетс» протягом сезону 2011-12.

## Статистика
В = Виграші, П = Програші, П% = Процент виграних матчів
| Сезон           | В                | П                | П%               | Фініш                               | Плей-офф                                                                           |                  |                  |                  |                  |                  |                  |                  |                  |
| Шарлотт Горнетс |                  |                  |                  |                                     |                                                                                    |                  |                  |                  |                  |                  |                  |                  |                  |
| 1988-89         | 20               | 62               | .244             | 6 місце, Атлантичний дивізіон       | Не кваліфікувались                                                                 |                  |                  |                  |                  |                  |                  |                  |                  |
| 1989-90         | 19               | 63               | .232             | 7 місце, Середньо-Західний дивізіон | Не кваліфікувались                                                                 |                  |                  |                  |                  |                  |                  |                  |                  |
| 1990-91         | 26               | 56               | .317             | 7 місце, Центральний дивізіон       | Не кваліфікувались                                                                 |                  |                  |                  |                  |                  |                  |                  |                  |
| 1991-92         | 31               | 51               | .378             | 6 місце, Центральний дивізіон       | Не кваліфікувались                                                                 |                  |                  |                  |                  |                  |                  |                  |                  |
| 1992-93         | 44               | 38               | .537             | 3 місце, Центральний дивізіон       | Виграли в першому раунді 3-1 (Селтікс) Програли у півфіналі конференції 4-1 (Нікс) |                  |                  |                  |                  |                  |                  |                  |                  |
| 1993-94         | 41               | 41               | .500             | 5 місце, Центральний дивізіон       | Не кваліфікувались                                                                 |                  |                  |                  |                  |                  |                  |                  |                  |
| 1994-95         | 50               | 32               | .610             | 2 місце, Центральний дивізіон       | Програли у першому раунді 3-1 (Буллс)                                              |                  |                  |                  |                  |                  |                  |                  |                  |
| 1995-96         | 41               | 41               | .500             | 6 місце, Центральний дивізіон       | Не кваліфікувались                                                                 |                  |                  |                  |                  |                  |                  |                  |                  |
| 1996-97         | 54               | 28               | .659             | 3 місце, Центральний дивізіон       | Програли у першому раунді 3-0 (Нікс)                                               |                  |                  |                  |                  |                  |                  |                  |                  |
| 1997-98         | 51               | 31               | .622             | 3 місце, Центральний дивізіон       | Виграли в першому раунді 3-1 (Гокс) Програли у півфіналі конференції 4-1 (Буллс)   |                  |                  |                  |                  |                  |                  |                  |                  |
| 1998-99         | 26               | 24               | .520             | 5 місце, Центральний дивізіон       | Не кваліфікувались                                                                 |                  |                  |                  |                  |                  |                  |                  |                  |
| 1999-00         | 49               | 33               | .598             | 2 місце, Центральний дивізіон       | Програли у першому раунді 3-1 (Севенті-Сіксерс)                                    |                  |                  |                  |                  |                  |                  |                  |                  |
| 2000-01         | 46               | 36               | .561             | 3 місце, Центральний дивізіон       | Виграли в першому раунді 3-0 (Гіт) Програли у півфіналі конференції 4-3 (Бакс)     |                  |                  |                  |                  |                  |                  |                  |                  |
| 2001-02         | 44               | 38               | .537             | 2 місце, Центральний дивізіон       | Виграли в першому раунді 3-1 (Меджик) Програли у півфіналі конференції 4-1 (Нетс)  |                  |                  |                  |                  |                  |                  |                  |                  |
| 2002–03         | Неактивні сезони | Неактивні сезони | Неактивні сезони | Неактивні сезони                    | Неактивні сезони                                                                   | Неактивні сезони | Неактивні сезони | Неактивні сезони | Неактивні сезони | Неактивні сезони | Неактивні сезони | Неактивні сезони | Неактивні сезони |
| 2003–04         | Неактивні сезони | Неактивні сезони | Неактивні сезони | Неактивні сезони                    | Неактивні сезони                                                                   | Неактивні сезони | Неактивні сезони | Неактивні сезони | Неактивні сезони | Неактивні сезони | Неактивні сезони | Неактивні сезони | Неактивні сезони |
| Шарлотт Бобкетс |                  |                  |                  |                                     |                                                                                    |                  |                  |                  |                  |                  |                  |                  |                  |
| 2004-05         | 18               | 64               | .220             | 4 місце, Південно-Східний дивізіон  | Не кваліфікувались                                                                 |                  |                  |                  |                  |                  |                  |                  |                  |
| 2005-06         | 26               | 56               | .317             | 4 місце, Південно-Східний дивізіон  | Не кваліфікувались                                                                 |                  |                  |                  |                  |                  |                  |                  |                  |
| 2006-07         | 33               | 49               | .402             | 4 місце, Південно-Східний дивізіон  | Не кваліфікувались                                                                 |                  |                  |                  |                  |                  |                  |                  |                  |
| 2007-08         | 32               | 50               | .390             | 4 місце, Південно-Східний дивізіон  | Не кваліфікувались                                                                 |                  |                  |                  |                  |                  |                  |                  |                  |
| 2008-09         | 35               | 47               | .427             | 4 місце, Південно-Східний дивізіон  | Не кваліфікувались                                                                 |                  |                  |                  |                  |                  |                  |                  |                  |
| 2009-10         | 44               | 38               | .537             | 4 місце, Південно-Східний дивізіон  | Програли в першому раунді 4-0 (Орландо)                                            |                  |                  |                  |                  |                  |                  |                  |                  |
| 2010-11         | 34               | 48               | .415             | 4 місце, Південно-Східний дивізіон  | Не кваліфікувались                                                                 |                  |                  |                  |                  |                  |                  |                  |                  |
| 2011-12         | 7                | 59               | .106             | 5 місце, Південно-Східний дивізіон  | Не кваліфікувались                                                                 |                  |                  |                  |                  |                  |                  |                  |                  |
| 2012-13         | 21               | 61               | .256             | 4 місце, Південно-Східний дивізіон  | Не кваліфікувались                                                                 |                  |                  |                  |                  |                  |                  |                  |                  |
| 2013-14         | 43               | 39               | .524             | 3 місце, Південно-Східний дивізіон  | Програли в першому раунді 4-0 (Гіт)                                                |                  |                  |                  |                  |                  |                  |                  |                  |
| Шарлотт Горнетс |                  |                  |                  |                                     |                                                                                    |                  |                  |                  |                  |                  |                  |                  |                  |
| 2014-15         | 33               | 49               | .402             | 4 місце, Південно-Східний дивізіон  | Не кваліфікувались                                                                 |                  |                  |                  |                  |                  |                  |                  |                  |
| 2015-16         | 48               | 34               | .585             | 3 місце, Південно-Східний дивізіон  | Програли в першому раунді 4-3 (Гіт)                                                |                  |                  |                  |                  |                  |                  |                  |                  |
| 2016-17         | 36               | 46               | .439             | 4 місце, Південно-Східний дивізіон  | Не кваліфікувались                                                                 |                  |                  |                  |                  |                  |                  |                  |                  |
| 2017-18         | 36               | 46               | .439             | 3 місце, Південно-Східний дивізіон  | Не кваліфікувались                                                                 |                  |                  |                  |                  |                  |                  |                  |                  |
| 2018-19         | 39               | 43               | .476             | 2 місце, Південно-Східний дивізіон  | Не кваліфікувались                                                                 |                  |                  |                  |                  |                  |                  |                  |                  |
| 2019-20         | 23               | 42               | .354             | 4 місце, Південно-Східний дивізіон  | Не кваліфікувались                                                                 |                  |                  |                  |                  |                  |                  |                  |                  |

## Арени
- Шарлотт Колізіум (1988—2002, 2004—2005)
- Спектрум центр (відомий як «Шарлотт Бобкетс Арена» з 2005 по 2008 роки та «Тайм Ворнер Кейбл Арена» з 2008 по 2016 роки) (2005–наш час)

Свої перші 15 сезонів «Шершні» зіграли в «Шарлотт Колізіум», який шанувальники називали «Вуликом» (The Hive). Маючи майже 24000 місць, це було (і досі лишається) найбільшим місцем для проведення баскетбольних змагань в лізі за кількістю місць. Арена зібрала 364 послідовних аншлаги на матчах НБА з грудня 1988 по листопад 1997 року. «Горнетс» очолювали рейтинг НБА за відвідуваністю протягом перших семи сезонів в лізі. Повернувшись як «Бобкетс», вони тимчасово грали в «Шарлотт Колізіум» в сезоні 2004—2005 років, поки будувалася їх нова арена (Шарлотт Бобкетс Арена). Після його завершення місто закрило стару арену у міжсезоння 2005 року та відкрило нову концертом Rolling Stones. У квітні 2008 року «Рисі» уклали угоду про права іменування майданчика з Time Warner Cable, найбільшим провайдером кабельного телебачення в Північній Кароліні. В обмін на права на присвоєння імен Тайм Уорнер погодився розірвати угоду по кабельному телебаченню, яка обмежувала присутність «Бобкетс» в інформаційному просторі протягом перших чотирьох років команди в НБА. Коли ім'я «Горнетс» повернулось до Шарлотт, прізвисько «Вулик» також повернулося як прізвисько арени. У серпні 2016 року арена була перейменована в Спектрум Центр після злиття Time Warner із Charter Communications та її брендом для споживачів/бізнесу Spectrum.
Тренування «Горнетс» відбувається у «Novant Health Training Center», що знаходиться в «Спектрум центрі».

## Рекорди, нагороди та відзнаки франшизи

### Лідери франшизи
Жирним шрифтом позначені гравці, що наразі виступають за команду. Курсивом позначені нині активні гравці, що виступають за інші команди.
Регулярний сезон (станом на кінець 2019–20 сезону НБА)
| Найбільша кількість очок | Найбільша кількість очок |
| Гравець                  | Очки                     |
| ------------------------ | ------------------------ |
| Кемба Вокер              | 12,009                   |
| Делл Каррі               | 9,839                    |
| Джеральд Воллес          | 7,437                    |
| Ларрі Джонсон            | 7,405                    |
| Глен Райс                | 5,651                    |

| Найбільша кількість підбирань | Найбільша кількість підбирань |
| Гравець                       | Підбирання                    |
| ----------------------------- | ----------------------------- |
| Емека Окафор                  | 3,516                         |
| Ларрі Джонсон                 | 3,479                         |
| Джеральд Воллес               | 3,398                         |
| Коді Зеллер                   | 2,496                         |
| Майкл Кідд-Гілкріст           | 2,388                         |

| Найбільша кількість результативних передач | Найбільша кількість результативних передач |
| Гравець                                    | Передачі                                   |
| ------------------------------------------ | ------------------------------------------ |
| Магсі Богз                                 | 5,557                                      |
| Кемба Вокер                                | 3,308                                      |
| Реймонд Фелтон                             | 2,573                                      |
| Девід Веслі                                | 1,911                                      |
| Берон Девіс                                | 1,605                                      |

| Найбільше зіграних хвилин | Найбільше зіграних хвилин |
| Гравець                   | Хвилини                   |
| ------------------------- | ------------------------- |
| Кемба Вокер               | 20,607                    |
| Магсі Богз                | 19,768                    |
| Делл Каррі                | 17,613                    |
| Джеральд Воллес           | 16,718                    |
| Ларрі Джонсон             | 14,635                    |

### Індивідуальні нагороди
| Новачок року НБА - Ларрі Джонсон – 1992 - Емека Окафор – 2005 - ЛаМело Болл - 2021 |  | Перша збірна всіх новачків НБА - Кендал Гілл – 1991 - Ларрі Джонсон – 1992 - Алонзо Морнінг – 1993 - Емека Окафор – 2005 - ЛаМело Болл - 2021 |  | Друга збірна всіх новачків НБА - Рекс Чепмен – 1989 - Джей Ар Рід – 1990 - Реймонд Фелтон – 2006 - Адам Моррісон – 2007 - Вальтер Геррманн – 2007 - Натан Скотт - 2009 - Ді Джей Огастін – 2009 - Майкл Кідд-Гілкріст – 2013 - Коді Зеллер – 2014 |

| Друга збірна всіх зірок НБА - Ларрі Джонсон – 1993 - Глен Райс – 1997 |  | Третя збірна всіх зірок НБА - Ентоні Мейсон – 1997 - Глен Райс – 1998 - Едді Джонс – 2000 - Ел Джефферсон – 2014 - Кемба Вокер – 2019 |  | Збірна всіх зірок захисту НБА - Джеральд Воллес – 2010 |  | Друга збірна всіх зірок захисту НБА - Ентоні Мейсон – 1997 - Едді Джонс – 1999, 2000 - Пі Джей Браун – 2001 |

| Шостий гравець року - Делл Каррі – 1994 |  | Менеджер року - Боб Бейс – 1997 |

### Потрапляння на Матч усіх зірок
Наступні гравці були обраними на Матч усіх зірок НБА:
| - Ларрі Джонсон – 1993, 1995 - Алонзо Морнінг – 1994, 1995 - Глен Райс – 1996, 1997, 1998 - Едді Джонс – 2000 - Берон Девіс – 2002 - Джеральд Воллес – 2010 - Кемба Вокер – 2017, 2018, 2019 - ЛаМело Болл - 2022 |

### Закріплені номери
| Виведені з обігу номери Шарлотт Горнетс |             |         |                 |                    |
| №                                       | Гравець     | Позиція | Час перебування | Дата               |
| 13                                      | Боббі Філлс | АЗ      | 1997–2000       | 9 лютого 2000 року |

- «Горнетс» вивели номер Філлса з обігу 9 лютого 2000 року після того, як він загинув у автомобільній аварії в Шарлотт. Його майка висіла на кроквах «Шарлотт Колізіум» до переїзду франшизи в травні 2002 року до Нового Орлеану. Вона виставлялася на місцевій арені до моменту, коли франшиза перейменувалась на «Пеліканс» в 2013 році. 1 листопада 2014 року майку було повернуто в Шарлотт, де була повторно вшанована і на сьогоднішній день висить у «Спектрум центрі».[95][96][97]

### Членибаскетбольної Зали Слави
| Члени Зали Слави Шарлотт Горнетс | Члени Зали Слави Шарлотт Горнетс | Члени Зали Слави Шарлотт Горнетс | Члени Зали Слави Шарлотт Горнетс | Члени Зали Слави Шарлотт Горнетс |
| Гравці                           | Гравці                           | Гравці                           | Гравці                           | Гравці                           |
| №                                | Ім'я                             | Позиція                          | Час перебування в команді        | Включений в                      |
| -------------------------------- | -------------------------------- | -------------------------------- | -------------------------------- | -------------------------------- |
| 00                               | Роберт Періш                     | Ц                                | 1994–1996                        | 2003                             |
| 33                               | Алонзо Морнінг                   | Ц/Ф                              | 1992–1995                        | 2014                             |
| 12                               | Владе Дівац                      | Ц                                | 1996–1998                        | 2019                             |
| Тренери                          |                                  |                                  |                                  |                                  |
| Ім'я                             | Ім'я                             | Позиція                          | Час перебування в команді        | Включений в                      |
| Ларі Браун                       | Ларі Браун                       | Головний тренер                  | 2008–2010                        | 2002                             |

### Члени Зали Слави FIBA
| Члени Зали Слави Шарлотт Горнетс | Члени Зали Слави Шарлотт Горнетс | Члени Зали Слави Шарлотт Горнетс | Члени Зали Слави Шарлотт Горнетс | Члени Зали Слави Шарлотт Горнетс |
| Гравці                           | Гравці                           | Гравці                           | Гравці                           | Гравці                           |
| №                                | Ім'я                             | Позиція                          | Час перебування в команді        | Включений в                      |
| -------------------------------- | -------------------------------- | -------------------------------- | -------------------------------- | -------------------------------- |
| 12                               | Владе Дівац                      | Ц                                | 1996–1998                        | 2010                             |
| 33                               | Алонзо Морнінг                   | Ц/Ф                              | 1992–1995                        | 2019                             |

## Талісман та чірлідерська команда

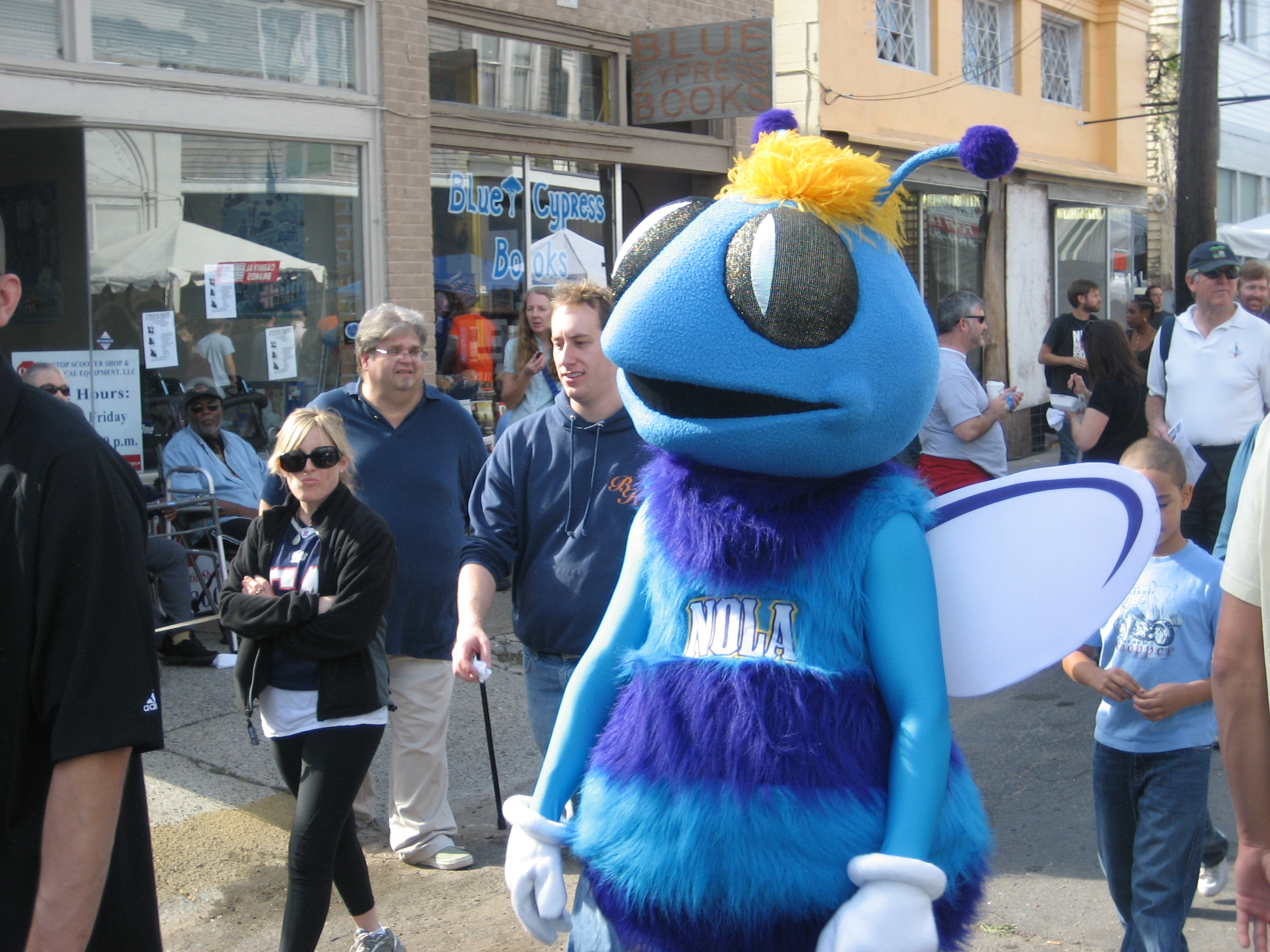
Оригінальний Хьюго в Новому Орлеані

Хьюго Шершень (Hugo The Hornet) — нинішній талісман франшизи, він був збережений «Нью-Орлінс Горнетс» після від'їзду команди з Шарлотт 2002 році, доки не стався ребрендинг франшизи з Нового Орлеана на «Пеліканс». Незабаром після новини про те, що «Бобкетс» повернуть ім'я «Горнетс», у першій половині гри між «Рисями» та «Джаз» 21 грудня 2013 року було оголошено про повернення Хьюго як нового талісмана «Шарлотт Горнетс» з сезону НБА 2014-15.
З 2004 по 2014 рік Руфус Д. Рись (Rufus D. Lynx) був талісманом «Бобкетс». Вперше він з'явився 1 листопада 2003 року, згідно з його офіційною біографією на вебсайті «Рисей». Назва походить від наукової назви рисі (Lynx rufus). Під час «Джем сесії» на Матчі всіх зірок у НБА у 2012 році Руфус побив світовий рекорд разом із Койотом, Гриззом, Хупером та Хитрою Срібною Лисицею по найбільшій кількості слем-данків «між ногами». Bleacher Report визначив Руфуса як 8-го найкращого талісмана в НБА. Руфус Д. Рись представлений у грі NBA Jam 2010. Руфус Д. Рись був офіційно звільнений після завершення сезону НБА 2013–14, а «Шершні» зробили йому прощальне відео у травні 2014 року. Оновлений Хьюго був представлений під час туру містом 5 червня 2014 року.
У «Шершнів» є офіційна чірлідерська команда, відома як «Шарлотт Хані Біс». Під час ігор «Хані Біс» виконують як танці збоку, а так і в центрі майданчика. Вони також представляють бренд «Горнетс» як громадські посли, беручи участь у громадській діяльності та благодійних акціях. Коли команда була відома як «Бобкетс», чірлідерський колектив називався «Леді Кішки» (Lady Cats).